# ジョージア人名事典
ジョージア人名事典（ジョージアじんめいじてん、グルジア語: საქართველოს ბიოგრაფიული ლექსიკონი、グルジア語ラテン翻字: Sakartvelos Biograpiuli Leksikoni）は、ジョージア国内および国外で活動した著名なジョージアの人物に関する情報を収録した、ジョージア最大級の伝記データベースである。ジョージア国立国会図書館が管理している。2001年設立。
このプロジェクトは、アメリカ国務省教育文化局がトビリシの工学者テムル・チヘンケリが主導していたウェブサイト「ジョージアの作家たち」に資金提供し、2001年に発足した。このデータベースには国内外で活動するジョージアの科学者、作家、詩人などの伝記が収められ、アルファベット順の一覧も掲載された。2012年、ウェブサイトのミドルウェアやインターフェースが大幅に変更された。
2015年、サイト名が「ジョージアの作家たち」から「ジョージア人名事典」に変更された。伝記情報は新たなデータベースに移動され、サイト名とともに内容も更新された。記事数も増加の一途を辿った。参考文献をもとに様々な個人の経歴情報が盛り込まれ、写真や受賞歴、褒章歴なども加えられた。
2020年時点、データベースには1万4000件を超える記事が登録されている。内容はジョージア語と英語の両方が提供されている。そしてあらゆる人が、記事を追加したり内容を更新したりすることができる。記事の追加や更新にあたってはサイトの専用フォームを利用し、管理者によるチェックが行われた後に公開される。このプロジェクトは、できるだけ多くの著名なジョージアの人物を掲載することを目指している。